# 川島町
川島町（日语：／ Kawajima machi */?）是日本埼玉縣中部的町，隸屬於比企郡，人口約2万3千人。

## 历史
- 1954年（昭和29）年11月3日 - 中山村、伊草村、三保谷村、出丸村、八保村、小見野村合併，改名川島村。
- 1972年（昭和47）年11月3日 - 施行町制。

## 交通

### 鐵路
町內沒有鐵路通過，不過川越站、若葉站、東松山站、桶川站和鴻巢站都有途經町內的巴士運行。

## 名人
- 遠山元一（日興證券創業者）
- 宇津木妙子（女子壘球日本代表監督）
- 神田道夫（熱氣球冒險家）
- 神島悠介（國王唱片歌手）
- 山口泰明（眾議院議員）
- 矢島寵兒（作曲家）
- 山口政二（眾議院議員）
- 鈴木聞多（田徑選手）
- 內野茂樹（早稻田大學教授）

35°59′N 139°29′E / 35.983°N 139.483°E